# Online Film Critics Society Awards/Bester Nebendarsteller
Der Online Film Critics Society Award (OFCS Award) für den besten Nebendarsteller wird seit 1997 jedes Jahr verliehen.

## Statistik
| Statistik                                           |                                                |
| Am häufigsten honorierter Nebendarsteller           | Philip Seymour Hoffman (2 Siege)               |
| Am häufigsten nominierter Nebendarsteller           | Philip Seymour Hoffman (4 Nominierungen)       |
| Am häufigsten nominierter Nebendarsteller ohne Sieg | Alan Arkin / Mark Ruffalo (je 3 Nominierungen) |

## Gewinner und Nominierte
Alle Nominierten eines Jahres sind angeführt, der Sieger steht jeweils zuoberst.

### 1997 bis 1999
1997
Burt Reynolds – Boogie Nights
Rupert Everett – Die Hochzeit meines besten Freundes
Anthony Hopkins – Amistad
1998
Billy Bob Thornton – Ein einfacher Plan
Ed Harris – Die Truman Show
Jason Patric – Männer, Frauen und die Wahrheit über Sex (Your Friends & Neighbors)
1999
Haley Joel Osment – The Sixth Sense
Wes Bentley – American Beauty
Michael Clarke Duncan – The Green Mile
John Malkovich – Being John Malkovich
Christopher Plummer – Insider (The Insider)

### 2000 bis 2009
2000
Benicio del Toro – Traffic – Macht des Kartells
Philip Seymour Hoffman – Almost Famous – Fast berühmt
Jack Black – High Fidelity
Willem Dafoe – Shadow of the Vampire
Albert Finney – Erin Brockovich
Joaquin Phoenix – Gladiator
2001
Steve Buscemi – Ghost World
Ben Kingsley – Sexy Beast
Jude Law – A.I. – Künstliche Intelligenz
Ian McKellen – Der Herr der Ringe: Die Gefährten
Tony Shalhoub – The Man Who Wasn’t There
2002
Dennis Quaid – Dem Himmel so fern (Far from Heaven)
Alan Arkin – Thirteen Conversations About One Thing
Chris Cooper – Adaption – Der Orchideen-Dieb
Paul Newman – Road to Perdition
Andy Serkis – Der Herr der Ringe: Die zwei Türme
2003
Peter Sarsgaard – Shattered Glass
Sean Astin – Der Herr der Ringe: Die Rückkehr des Königs
Alec Baldwin – The Cooler – Alles auf Liebe
Tim Robbins – Mystic River
Andy Serkis – Der Herr der Ringe: Die Rückkehr des Königs
2004
Thomas Haden Church – Sideways
David Carradine – Kill Bill – Volume 2
Jamie Foxx – Collateral
Clive Owen – Hautnah
Peter Sarsgaard – Kinsey – Die Wahrheit über Sex
2005
Mickey Rourke – Sin City
Matt Dillon – L.A. Crash
Paul Giamatti – Cinderella Man
Jake Gyllenhaal – Brokeback Mountain
William Hurt – A History of Violence
2006
Jackie Earle Haley – Little Children
Alan Arkin – Little Miss Sunshine
Eddie Murphy – Dreamgirls
Jack Nicholson – Departed – Unter Feinden
Mark Wahlberg – Departed – Unter Feinden
2007
Javier Bardem – No Country for Old Men
Casey Affleck – Die Ermordung des Jesse James durch den Feigling Robert Ford (The Assasination of Jesse James by the Coward Robert Ford)
Philip Seymour Hoffman – Der Krieg des Charlie Wilson (Charlie Wilson's War)
Hal Holbrook – Into the Wild
Tom Wilkinson – Michael Clayton
2008
Heath Ledger – The Dark Knight
Robert Downey Jr. – Tropic Thunder
Philip Seymour Hoffman – Glaubensfrage (Doubt)
Eddie Marsan – Happy-Go-Lucky
Michael Shannon – Zeiten des Aufruhrs (Revolutionary Road)
2009
Christoph Waltz – Inglourious Basterds
Peter Capaldi – Kabinett außer Kontrolle (In the Loop)
Jackie Earle Haley – Watchmen – Die Wächter
Woody Harrelson – The Messenger – Die letzte Nachricht
Anthony Mackie – Tödliches Kommando – The Hurt Locker

### 2010 bis 2019
2010
Christian Bale – The Fighter
Andrew Garfield – The Social Network
John Hawkes – Winter’s Bone
Mark Ruffalo – The Kids Are All Right
Geoffrey Rush – The King’s Speech
2011
Christopher Plummer – Beginners
Albert Brooks – Drive
John Hawkes – Martha Marcy May Marlene
Nick Nolte – Warrior
Brad Pitt – The Tree of Life
2012
Philip Seymour Hoffman – The Master
Alan Arkin – Argo
Dwight Henry – Beasts of the Southern Wild
Tommy Lee Jones – Lincoln
Christoph Waltz – Django Unchained
2013
Michael Fassbender – 12 Years a Slave
Barkhad Abdi – Captain Phillips
Jared Leto – Dallas Buyers Club
Matthew McConaughey – Mud – Kein Ausweg
Sam Rockwell – Ganz weit hinten (The Way, Way Back)
2014
Edward Norton – Birdman oder (Die unverhoffte Macht der Ahnungslosigkeit) (Birdman or (The Unexpected Virtue of Ignorance))
Josh Brolin – Inherent Vice – Natürliche Mängel (Inherent Vice)
Ethan Hawke – Boyhood
Mark Ruffalo – Foxcatcher
J. K. Simmons – Whiplash
2015
Oscar Isaac – Ex Machina
Mark Ruffalo – Spotlight
Mark Rylance – Bridge of Spies – Der Unterhändler (Bridge of Spies)
Sylvester Stallone – Creed – Rocky’s Legacy (Creed)
Benicio del Toro – Sicario
2016
Mahershala Ali – Moonlight
Tom Bennett – Love & Friendship
Jeff Bridges – Hell or High Water
Lucas Hedges – Manchester by the Sea
Michael Shannon – Nocturnal Animals
2017
Sam Rockwell – Three Billboards Outside Ebbing, Missouri
Armie Hammer – Call Me by Your Name
Richard Jenkins – Shape of Water – Das Flüstern des Wassers (The Shape of Water)
Patrick Stewart – Logan – The Wolverine (Logan)
Michael Stuhlbarg – Call Me by Your Name
2018
Michael B. Jordan – Black Panther
Mahershala Ali – Green Book – Eine besondere Freundschaft (Green Book)
Adam Driver – BlacKkKlansman
Richard E. Grant – Can You Ever Forgive Me?
Steven Yeun – Burning (버닝 Burning)
2019
Brad Pitt – Once Upon a Time in Hollywood
Willem Dafoe – Der Leuchtturm (The Lighthouse)
Al Pacino – The Irishman
Joe Pesci – The Irishman
Song Kang-ho – Parasite

### Ab 2020
2020
Leslie Odom Jr. – One Night in Miami
Sacha Baron Cohen – The Trial of the Chicago 7
Chadwick Boseman – Da 5 Bloods
Bill Murray – On the Rocks
Paul Raci – Sound of Metal
2021
Kodi Smit-McPhee – The Power of the Dog
Mike Faist – West Side Story
Ciaran Hinds – Belfast
Troy Kotsur – Coda
Jeffrey Wright – The French Dispatch
2022
Ke Huy Quan – Everything Everywhere All at Once
Paul Dano – Die Fabelmans
Brendan Gleeson – The Banshees of Inisherin
Brian Tyree Henry – Causeway
Barry Keoghan – The Banshees of Inisherin
2023
Robert Downey Jr. – Oppenheimer
Robert De Niro – Killers of the Flower Moon
Ryan Gosling – Barbie
Charles Melton – May December
Mark Ruffalo – Poor Things
2024
Kieran Culkin – A Real Pain
Juri Borissow – Anora
Clarence Maclin – Sing Sing
Edward Norton – Like A Complete Unknown (A Complete Unknown)
Guy Pearce – Der Brutalist